# Manoel Benício
Œuvres principales
- O Rei dos jagunços (roman documentaire, 1899)

Manoel Benício (Vertentes de Taquaretinga, Pernambouc, 1861 - lieu et date de décès inconnus) était un notaire, enseignant, militaire, journaliste, écrivain et dramaturge brésilien.
Après avoir commencé des études de droit, puis une formation militaire, sans obtenir de titre dans aucun de ces domaines, il se lança dans le journalisme et assura notamment le reportage de la révolte de l'Armada et de la guerre de Canudos. En ce qui concerne ce dernier conflit, qui opposait en 1896-1897 la république brésilienne et une communauté millénariste dans le sertão bahianais, Benício fit parvenir à sa rédaction une série de lettres-reportages dans lesquelles il dénonça l’incompétence du haut commandement de l’armée républicaine et les atrocités qu’il permit complaisamment d’avoir lieu, et démonta quelques idées reçues relatives aux rebelles (jagunços) de Canudos, réfutant notamment l’accusation de conspiration monarchiste que leur adressait régulièrement la presse de l’époque. Ces articles de Benício feront polémique et vaudront à son auteur d’être ostracisé par l’armée. Plus tard, Canudos lui servira de matière à une « chronique historique » (en réalité fiction romanesque entrelardée de passages documentaires), intitulée O Rei dos jagunços, où il fit valoir un point de vue en demi-teinte sur la révolte de Canudos, faisant en effet alterner des marques d’empathie avec des jugements fortement dénigrants contre les rebelles conselheiristes.

## Biographie
Manoel (ou Manuel) Benício naquit en 1861 dans le bourg de Vertentes de Taquaritinga, actuelle Taquaritinga do Norte, dans le Pernambouc, d’un père lieutenant-colonel. Il s’inscrivit en première année à la faculté de droit de Recife, mais abandonna ces études pour aller suivre les cours du Collège militaire de Rio de Janeiro, où cependant il n’obtint pas davantage de diplôme. Ayant élu domicile à Niterói, non loin de la capitale Rio de Janeiro, il se fit alors enseignant dans la province homonyme et tint une étude de notaire. Il sut ensuite se faire engager comme reporter par le journal carioca O Tempo et rendit compte, dans le sud du pays, de la révolte de l'Armada dirigée contre le président Peixoto. En 1897, le Jornal do Commercio l’envoya comme correspondant de guerre à Canudos, dans le sertão bahiannais, où se déroulait alors la quatrième campagne militaire contre les rebelles conselheiristes. Benício, qui se trouvait sur le théâtre d’opérations en sa qualité de capitaine honoraire de l’armée, envoya du front une série d’articles qui lui assureront une réputation controversée. Le même conflit lui inspirera le roman O Rei dos jagunços, qu’il fit paraître en 1899.

### Reporter à Canudos
À la différence d’Euclides da Cunha, lieutenant réformé, qui, avant de plonger dans le sertão, avait séjourné tout le mois d’août 1897 à Salvador dans le but de collecter des informations sur la région, Benício semble avoir été envoyé directement au champ de bataille, ne pouvant, pour se recommander, faire état, en fait d’expérience journalistique, que de ses quelques reportages sur la révolte de l'Armada. Contrairement à Da Cunha et aux autres auteurs, Benício n’attendit pas la capitulation de Canudos pour dénoncer vivement l’impéritie du haut commandement de l’armée républicaine.
La première lettre-reportage de Benício, datée du 4 juillet 1897, dans laquelle il relate la maladroite attaque menée le 27 juin par le général Arthur Oscar, donne le ton de toute sa correspondance au journal et manifeste d’ores et déjà l’intention de l’auteur de porter à la connaissance du public toutes les bévues d’Oscar. La nonchalance coupable avec laquelle était traité l’aspect logistique de la guerre, négligence qui sera responsable de la sous-alimentation de la troupe, des maladies, de décès stupides de soldats, de l’abandon et du désespoir des soldats blessés, ainsi que la mort des sous-lieutenants Bezouchet et Cisneiros, tous deux encore fort jeunes, seront étalés dans ses reportages, avec une certaine prédilection à montrer le côté hideux, sordide, nullement glorieux, de la guerre de Canudos. Son statut de capitaine honoraire lui fit participer au conflit non comme spectateur uniquement, mais aussi comme quasi-soldat, c’est-à-dire lui fit affronter les mêmes dangers que les combattants, voir la mort de près, exposer sa propre vie etc. Cette circonstance explique sans doute le ton vibrant et émotionnel de ses correspondances de guerre. Benício ne lésine pas sur les détails pour donner au lecteur une vision la plus complète possible des affrontements. Un autre trait qui le distingue de Da Cunha est le peu de soin qu’il mit à rédiger ses textes, sans souci du style, ce que Benício justifia par les conditions précaires dans lesquelles il eut à rédiger ses lettres.
Dans les « notes détachées » de sa lettre-reportage du 8 juillet, Benício laisse entrevoir aussi les qualités de l’ennemi, que son engagement à toujours dire la vérité le poussa à reconnaître et à consigner — ce même engagement qui lui fera d’autre part porter de graves accusations contre les commandants de l’armée. Pour Benício, le jagunço se caractérise par son habileté, sa familiarité avec la caatinga, son courage et sa perspicacité. Cette reconnaissance du sertanejo ne conduiront cependant pas Benício à faire montre d’autre chose qu’une froide indifférence chaque fois qu’il fera allusion à, ou notera laconiquement, la pratique de la cravate rouge (égorgement des rebelles faits prisonniers). Ces reportages seront recyclés par l’auteur dans la deuxième partie de son O Rei dos jagunços, intitulée Militares e Políticos.
Si l’on en croit ses lettres, Benício s’éloigna de Canudos d’une part pour raisons de santé, d’autre part parce qu’il était empêché d’accomplir son travail de reporter. Ses dénonciations systématiques contre le général Oscar, le compte rendu des morts et blessés en porte-à-faux avec les notes officielles, faisaient que non seulement ses reportages étaient censurés par l’armée, mais encore que l’auteur lui-même se heurtait à d’innombrables difficultés pour remplir sa mission. En réalité, la raison pour laquelle Benício ne resta sur les lieux qu’un peu plus d’un mois est le fait que sa vie même était en péril. Horcades révéla que si Benício n’avait pas quitté Canudos trois heures avant l’heure qu’il avait annoncée, un tueur à gages engagé à cet effet l’aurait violemment molesté et « peut-être transformé en rien (em nada) pour les mensonges qu’il avait envoyés dans ses correspondances au Jornal de Commércio ». Du reste, le journal jugea prudent de ne pas publier ses reportages avant le 3 août 1897, c’est-à-dire le lendemain du départ de Benício et le jour même où Bittencourt s’embarquait pour la Bahia, alors que le journal devait être en possession de ces correspondances bien avant ce jour, jusqu’à un mois plus tôt.
Arrivé à Salvador, sur le chemin du retour, Benício craignit que ses reportages ne fussent pas crus et qu’ils seraient réfutés par les journaux républicains ; en outre, l’on pouvait s’attendre à ce que l’envoi prochain de renforts (5000 hommes), sous la supervision de Bittencourt, ne mît bientôt fin au conflit, et qu’alors toutes les épreuves qu’il avait eu à traverser comme reporter et ses mises en cause du haut commandement tomberaient rapidement dans l’oubli. De là sans doute que Benício conçut le projet d’écrire sa chronique romancée O Rei dos jagunços, comme une « œuvre vengeresse ». Quand le Jornal de Comércio se mit, à travers les reportages de Benício, à contester le point de vue d’Oscar, notamment sur l’aide que les conselheiristes prétendument recevraient de l’extérieur de leur réduit, le Clube Militar vota à l’unanimité l’adoption d’une réprimande contre le journal et raya Benício de ses cadres.
Il est vrai qu’au moment où parut O Rei dos jagunços, en 1899, le climat était devenu beaucoup plus propice à la publication d’écrits critiques sur la guerre de Canudos. À la suite de la tentative d’assassinat de Prudente de Morais le 5 novembre 1897, et après enquête, qui établit la responsabilité de hauts gradés de l’armée et du Clube Militar, celui-ci sera fermé et Benício ainsi partiellement vengé.

### Le romanO Rei dos jagunços
Benício, malgré les espoirs qu’il avait mis dans les articles de Da Cunha, ne comptait pas attendre le grand ouvrage de ce dernier pour se tenir pour vengé tout à fait des humiliations et souffrances endurées à Canudos, et fit donc paraître lui-même une version romancée de la guerre, O Rei dos jagunços. Publié en 1899, aux presses du Jornal do Comércio, le livre retomba ensuite dans l’oubli et ne fut réédité qu’en 1997, à l’occasion du centenaire de la guerre de Canudos. La question de savoir comment cataloguer cette œuvre n’est pas aisée à résoudre ; si l’auteur lui-même appelle son ouvrage une « chronique historique », c’en est alors une dans laquelle se sont insinués deux genres différents, le documentaire et le commentaire. L’ouvrage prétend à « la précision historique la plus grande », et le sous-titre laisse entrevoir un but d’authenticité et de véracité documentaires. La structure du livre et le titre des chapitres sont là également pour signaler un compte rendu objectif. Le « ton romanesque », précisa l’auteur, n’apparaît dans l’œuvre que pour « adoucir l’aspérité du sujet et l’ennui de descriptions fastidieuses faites par quelqu’un qui n’a pas de style ».
La première partie, conçue selon un plan systématique, relate les antécédents familiaux d’Antônio Maciel, dit Antônio Conselheiro, et décrit les traditions religieuses populaires du sertão. C’est à peine si ensuite, dès le troisième chapitre, l’on s’aperçoit qu’une fiction s’amorce, sans transition, qui dans le cours ultérieur du livre alternera avec les passages documentaires et traversera tout le restant du livre ; autrement dit, dans une mesure considérable, la partie documentaire se double d’une fiction littéraire. La seconde partie se développe chronologiquement et dépeint le déroulement de la guerre de la première à la quatrième expédition. L’exposé historique et l’intrigue romanesque alternent alors d’une manière plus décousue. L’auteur intervient inopinément çà et là à la première personne comme commentateur ou narrateur.
L’argument de la composante fictionnelle est semblable à celui d’Os Jagunços, le roman écrit sur le même thème par Afonso Arinos de Melo Franco. Une intrigue amoureuse, moins tragique que dans Os Jagunços, donne lieu à de petits tableaux érotiques et à des scènes de la vie quotidienne, au milieu de passages documentaires et de descriptions objectives.
Paru trois ans avant Os Sertões (titre français Hautes Terres) de Da Cunha, le livre de Benício poursuivait la même idée de base, à savoir interpréter Canudos comme un phénomène représentatif du sertão et présenter la guerre comme quelque chose de plus qu’un simple événement national : comme un événement de portée nationale. L’auteur supposa que la forme littéraire était la mieux à même de servir ce dessein ; annoncé comme un document, le texte fut cependant lu comme de la littérature et jugé comme tel. La critique n’y voyant qu’un ramassis d’anecdotes mielleuses, le livre ne tarda pas à tomber dans l’oubli, en dépit de la réputation, certes assez controversée, que Benício s’était acquise en tant que journaliste par ses reportages acérés et critiques sur la guerre de Canudos pour le compte du Jornal do Commércio et par son éloignement forcé du lieu des opérations militaires, et en dépit du fait, ainsi qu’on peut le supposer, qu’une bonne partie de l’intelligentsia de l’époque lut le livre. L’historien Bartelt note toutefois que, pas davantage que Melo Franco, Benício ne réussit à donner forme de manière convaincante au tragique des événements, à leur portée sociale et au potentiel qu’ils renfermaient pour l’avenir de la nation brésilienne.
Dans les passages documentaires, la Canudos qu’il décrit offre une surprenante diversité ethnique et sociale, en attente d’intégration nationale. Les personnages sont façonnés selon des types socio-raciaux, sans toutefois déboucher dans le racisme biologique, ordinaire pour l’époque, avec l’idée concomitante de la dégénérescence des métis. Comme dans Os Jagunços, mais plus systématiquement et plus radicalement, Canudos incarne le sertão comme sous-espace national. Au contraire du roman de Melo Franco, Canudos représente ici, loin des atours romantiques, la normalité enracinée du sertão. Benício cependant procède de façon désordonnée, en alternant les différentes perspectives et sémantiques, comme signe d’une ambivalence fondamentale où l’action du roman et le nous républicain se font face, se succèdent et se neutralisent partiellement. Ainsi des marques d’empathie alternent-elles avec des jugements fortement dénigrants contre les sertanejos. Maciel est dépeint comme un fanatique insane, un exorciste rigoriste et un tacticien politique, pratiquant un catholicisme populaire acculturé, et plus apte que le clergé officiel décadent à satisfaire les besoins religieux des campagnards. Sa folie remonterait à son père Vicente Maciel, atteint d’une « démence intermittente », dont son fils était inexorablement prédestiné à hériter. Le titre du livre, ainsi que plusieurs métaphores à l’intérieur du récit (tels que calife de Canudos etc.), mettent en évidence la domination personnelle directe et autocrate exercée par Maciel. Le système politique se caractérise par la prédominance du pouvoir privé et de codes d’honneur rigides, des traditions orales et d’une profonde religiosité.
Toutefois, Benício affirme que Canudos a été criminalisé sans fondement. L’hostilité à toute forme de modernisation s’explique selon l’auteur par l’attitude conservatrice fondamentale du sertanejo, qui de plus voit dans tout changement la tentative subreptice d’introduire des hausses d’impôt, et par son incapacité à saisir l’idée qui sous-tend les réformes politiques et sociales et le progrès ; en particulier, la séparation de l’Église et de l’État heurta leurs convictons.

### Écrits de Manoel Benício
- Scena de sangue: poemeto a proposito do assassinato e suicidio, dados na praça do mercado de Nitheroy o 21 de outubro, Rio de Janeiro, 18M, ia-8°. Cosigné par Ricardo Barbosa.
- O rei dos jagunços: chronica de costumes e de guerra, Rio Janeiro 1899, in-8°. Réédition sur les presses de la Fondation Getúlio Vargas, Rio de Janeiro 1997, et aux éd. de l’université de São Paulo, São Paulo 2003.
- Origem da designação de alguns vocábulos e logares de Nitheroy, article paru dans la revue Fluminense en octobre 1899.
- Jornais nitheroyenses, article paru dans la revue Fluminense du 29 octobre et du 3 décembre 1899 (recensement des journaux publiés à Niterói depuis 1829 jusqu’à 1892).
- Os aventureiros, drame.
- O bicho, comédie.